# Fredrikstad Fotballklubb 1972
Questa voce raccoglie le informazioni riguardanti il Fredrikstad Fotballklubb nelle competizioni ufficiali della stagione 1972.

## Stagione
Il Fredrikstad ha affrontato la 1. divisjon 1972, chiudendo il campionato al 2º posto e qualificandosi pertanto alla Coppa UEFA 1973-1974. L'avventura nel Norgesmesterskapet è terminata al terzo turno, con l'eliminazione subita per mano del Raufoss. Proprio in virtù del secondo posto nell'edizione precedente di questa manifestazione, il Fredrikstad ha partecipato alla Coppa delle Coppe 1972-1973, venendo eliminato ai sedicesimi di finale dall'Hajduk Spalato.

## Rosa
| N. |                     | Ruolo | Calciatore           |
| -- | ------------------- | ----- | -------------------- |
|    | Norvegia (bandiera) | P     | Per Haftorsen        |
|    | Norvegia (bandiera) | D     | Bjørn Drillestad     |
|    | Norvegia (bandiera) | D     | Robert Nilsson       |
|    | Norvegia (bandiera) | D     | Knut Røragen         |
|    | Norvegia (bandiera) | D     | Tom Zakariassen      |
|    | Norvegia (bandiera) | C     | Frithjof Gjermundsen |

| N. |                     | Ruolo | Calciatore      |
| -- | ------------------- | ----- | --------------- |
|    | Norvegia (bandiera) | C     | Terje Høili     |
|    | Norvegia (bandiera) | C     | Erik Karlsen    |
|    | Norvegia (bandiera) | C     | Kai Nilsen      |
|    | Norvegia (bandiera) | A     | Jan Fuglset     |
|    | Norvegia (bandiera) | A     | Reidar Lund     |
|    | Norvegia (bandiera) | A     | Bjørge Sandhaug |

## Risultati

### 1. divisjon

#### Girone di andata
| 26 aprile 1972 1ª giornata | Fredrikstad | 1 – 0 referto | Brann |  |

| 30 aprile 1972 2ª giornata | Mjølner | 1 – 2 referto | Fredrikstad |  |

| 8 maggio 1972 3ª giornata | Fredrikstad | 0 – 0 referto | HamKam |  |

| 11 maggio 1972 4ª giornata | Strømsgodset | 9 – 3 referto | Fredrikstad |  |

| 15 maggio 1972 5ª giornata | Skeid | 0 – 1 referto | Fredrikstad |  |

| 22 maggio 1972 6ª giornata | Fredrikstad | 1 – 0 referto | Viking |  |

| 25 maggio 1972 7ª giornata | Mjøndalen | 1 – 2 referto | Fredrikstad |  |

| 5 giugno 1972 8ª giornata | Fredrikstad | 0 – 1 referto | Rosenborg |  |

| 11 giugno 1972 9ª giornata | Hødd | 2 – 1 referto | Fredrikstad |  |

| 19 giugno 1972 10ª giornata | Fredrikstad | 1 – 0 referto | Sarpsborg |  |

| 26 giugno 1972 11ª giornata | Lyn Oslo | 0 – 0 referto | Fredrikstad |  |

#### Girone di ritorno
| 1º luglio 1972 12ª giornata | Fredrikstad | 2 – 0 referto | Lyn Oslo |  |

| 31 luglio 1972 13ª giornata | Brann | 0 – 1 referto | Fredrikstad |  |

| 6 agosto 1972 14ª giornata | Fredrikstad | 1 – 0 referto | Mjølner |  |

| 13 agosto 1972 15ª giornata | HamKam | 0 – 1 referto | Fredrikstad |  |

| 16 agosto 1972 16ª giornata | Fredrikstad | 0 – 1 referto | Strømsgodset |  |

| 28 agosto 1972 17ª giornata | Fredrikstad | 2 – 0 referto | Skeid |  |

| 10 settembre 1972 18ª giornata | Viking | 0 – 1 referto | Fredrikstad |  |

| 21 settembre 1972 19ª giornata | Fredrikstad | 4 – 0 referto | Mjøndalen |  |

| 1º ottobre 1972 20ª giornata | Rosenborg | 0 – 2 referto | Fredrikstad |  |

| 8 ottobre 1972 21ª giornata | Fredrikstad | 4 – 1 referto | Hødd |  |

| 15 ottobre 1972 22ª giornata | Sarpsborg | 0 – 1 referto | Fredrikstad |  |

### Norgesmesterskapet
| 1º giugno 1972 Primo turno | Rolvsøy | 0 – 2 referto | Fredrikstad |  |

| 22 giugno 1972 Secondo turno | Fredrikstad | 3 – 1 referto | Bækkelaget |  |

| 6 luglio 1972 Terzo turno | Fredrikstad | 0 – 2 referto | Raufoss |  |

### Coppa delle Coppe
| Arbitro: | Bajrami |

|              |           |  |
| Nadoveza 19’ | Marcatori |  |

| Arbitro: | Rasmussen |

|  |           |              |
|  | Marcatori | 25’ Nadoveza |